# Lebuïnuskerk (Molkwerum)
De Lebuïnuskerk in de Friese plaats Molkwerum is een driezijdig gesloten zaalkerk, gebouwd in de 19e eeuw met een oudere toren.

## Beschrijving

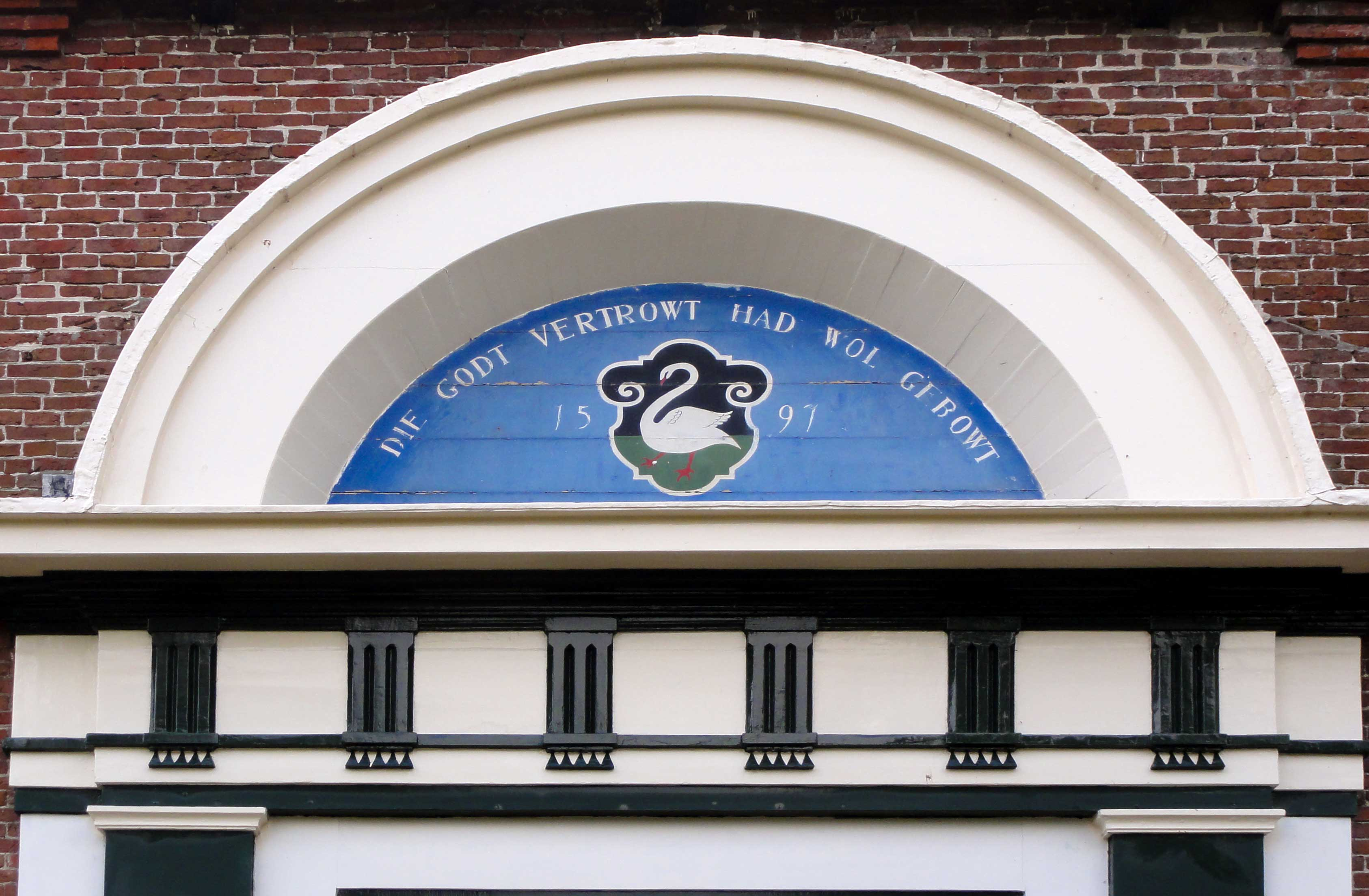
Opschrift boven de toegangsdeur aan de noordzijde van de kerk

De kerk is gebouwd omstreeks 1850 als vervanging van de in 1799 gebouwde voorgangster. De toren van de kerk is ouder. Stenvert noemt 1799 als bouwjaar van de toren. De Rijksdienst voor het Cultureel Erfgoed spreekt daarentegen over een 17e-eeuwse toren. In de vormgeving van de kerk zijn neoclassicistische elementen te herkennen. De ongelede zadeldaktoren van de kerk is aangewezen als een rijksmonument. De kerkklokken zijn in 1649 vervaardigd door de in Leeuwarden werkzame klokkengieter Jacob Noteman.
Boven de ingang aan de noordzijde van de kerk bevindt zich een halfronde afsluiting met daarin het wapen van Molkwerum met een witte zwaan en met de tekst :"Die Godt vertrowt had wol gebowt", voorzien van het jaartal 1597.